# تنگ (نوشیدنی)
تنگ (انگلیسی: Tang) یک نوع از نوشیدنی با طعم میوه است، فرمول اصلی این فراوردهٔ غذایی در اصل به ویلیام میچل دانشمند علوم غذایی شرکت ژنرال فودز متعلق به سال ۱۹۵۷ می‌باشد، این نوشیدنی برای اولین بار به صورت پودر در سال ۱۹۵۹ عرضه شد، نام تجاری تنگ تحت مالکیت بین‌المللی موندلیز به بازار عرضه گردید.
فروش محصول تنگ بسیار ناچیز بود تا زمانی که ناسا از این فراورده در برنامه فضایی مرکوری بر روی جان گلن استفاده کرد، متعاقب آن در پروژه جمنای استفاده گردید و از آن زمان به بعد در برنامهٔ غذایی همیشه همراه فضانوردان ایالات متحده بود، این پروسه منجر به پیدایش این تصور شد که تنگ برای برنامهٔ فضایی ناسا اختراع شده است.